# Sesioctonus peruviensis
Sesioctonus peruviensis är en stekelart som beskrevs av Briceno 2003. Sesioctonus peruviensis ingår i släktet Sesioctonus och familjen bracksteklar. Inga underarter finns listade i Catalogue of Life.